# Thomas Werner (Politiker)

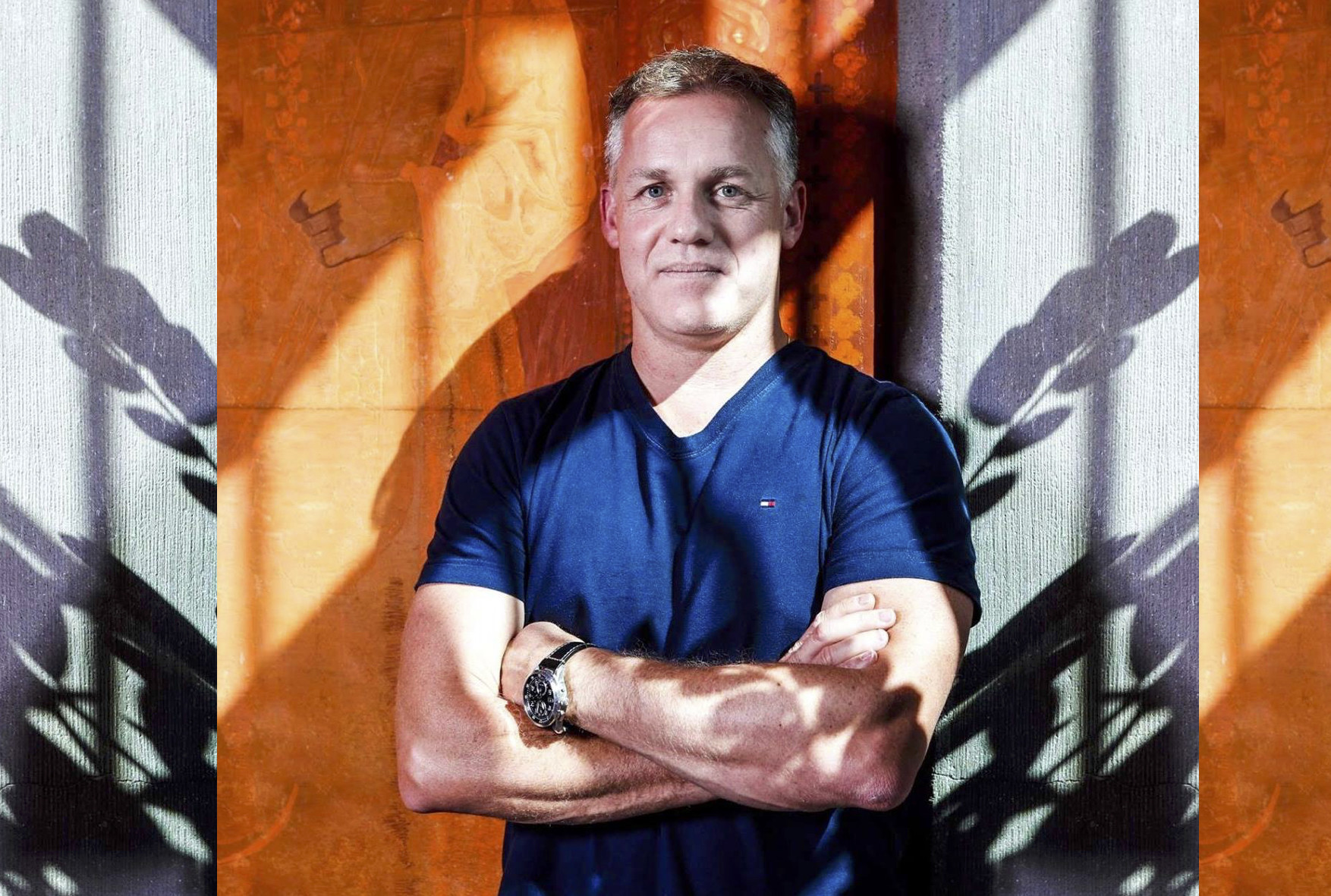
Thomas Werner, Schweizer Politiker der Schweizerischen Volkspartei (SVP)

Thomas Werner (* 5. Mai 1972) ist ein Schweizer Politiker der Schweizerischen Volkspartei (SVP).

## Biografie
Werner wurde als mittleres von drei Geschwistern geboren. Er besuchte die Sekundarschule in Oberägeri und begab sich anschliessend auf einen längeren Auslandaufenthalt in den Vereinigten Staaten. Er absolvierte eine kaufmännische Lehre in Zug und arbeitete danach selbständig im Tennis- und Sportplatzbau. Thomas Werner hält aktive Mandate in der D. Werner GmbH sowie der Interglobal Trading Wyss & Werner, beide befinden sich in Oberägeri.
Aktuell ist er Leiter der Ermittlungen Kinderschutz bei der Stadtpolizei Zürich. Er wohnt in Unterägeri, ist verheiratet und hat zwei Kinder. In seiner Freizeit treibt er Sport und ist gerne in der Natur unterwegs. 

## Politik
Werner wurde 2010 in den Kantonsrat Zug gewählt. 2012 wurde er zum Vorsitzenden der Justizkommission des Kantons Zug und zum Vizepräsidenten der SVP gewählt. 2015 und 2019 wurde er von seiner Partei für den Nationalrat nominiert, jedoch nicht gewählt. 2021 wurde er zum Präsidenten der SVP Zug gewählt in Nachfolge von Thomas Aeschi.